# Buariki Village (ort i Tarawa)
Buariki Village är en ort i Kiribati.   Den ligger i örådet Tarawa och ögruppen Gilbertöarna, i den norra delen av landet, 30 km norr om huvudstaden Tarawa. Buariki Village ligger 10 meter över havet och antalet invånare är 597. Den ligger på ön Notoue.
Terrängen runt Buariki Village är mycket platt.  Närmaste större samhälle är Taborio Village, 11,2 km sydost om Buariki Village. 